# Bedřich Rudolf z Fürstenbergu

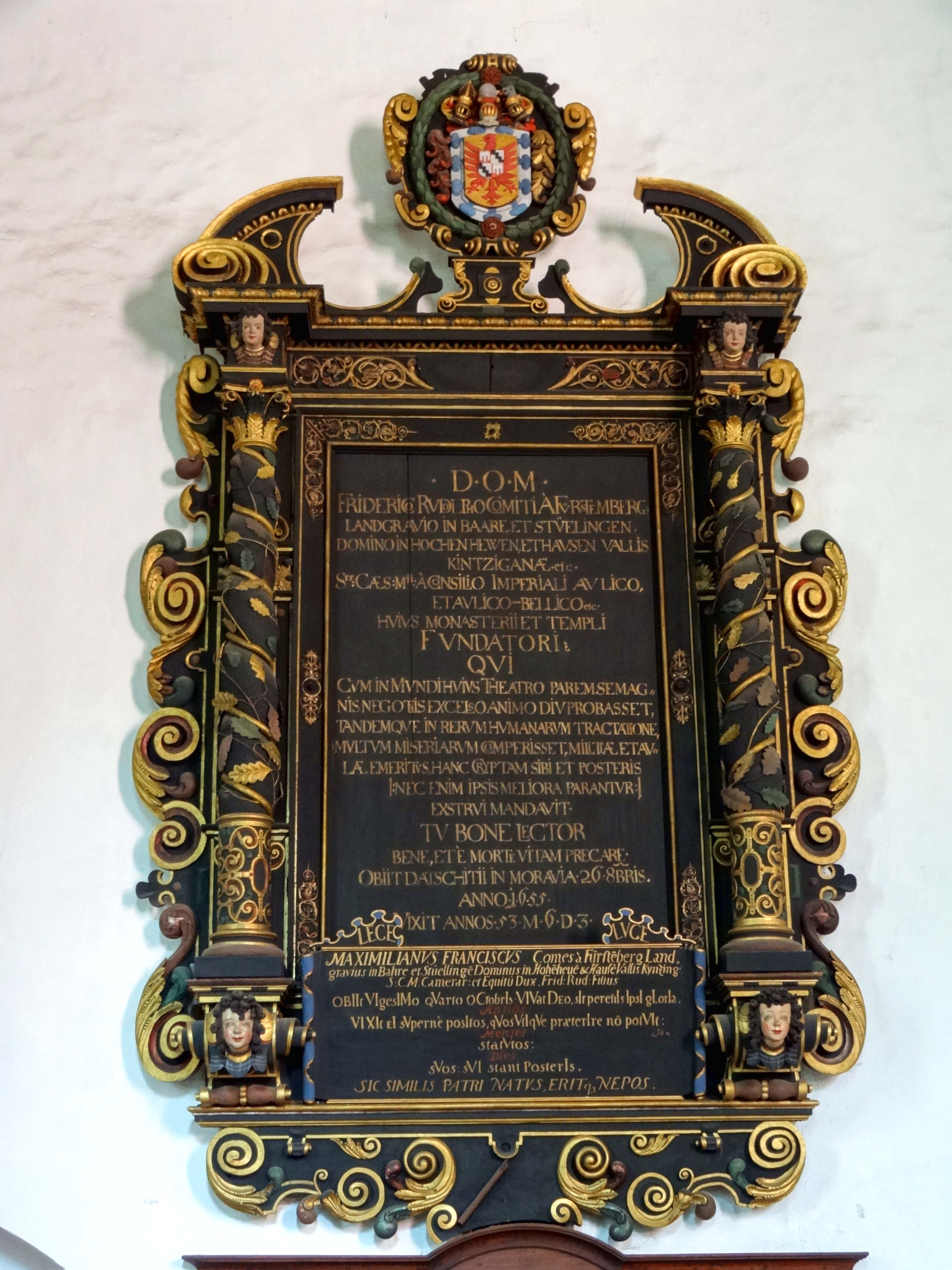
Náhrobek hraběte Bedřicha Rudolfa z Fürstenbergu v kostele bývalého kapucínského kláštera v Haslachu

Bedřich Rudolf z Fürstenbergu-Messkirchu (německy Friedrich Rudolf z Fürstenbergu-Messkirch, 23. dubna 1602, Blumberg - 26. října 1655, Dačice) byl česko-německý šlechtic, hrabě z Fürstenbergu, lankrabě stühlingenský, dvorní válečný rada, vrchní stájmistr a velitel císařské armády. Je považován za předka rodové linie Fürstenberg-Stühlingen. 

## Život

### Původ a rodina
Bedřich Rudolf se narodil jako syn hraběte Kryštofa II. z Fürstenbergu (1580–1614) a jeho manželky Dorotey ze Šternberka.
Bedřich Rudolf studoval ve Freiburgu. Měl údajně poměr s Helenou Eleonorou, manželkou svého bratrance Jakuba Ludvíka. Helena Eleonora ze Schwendi byla vnučkou Lazara ze Schwendi. Bedřich Rudolf byl 6 měsíců zadržován na zámku Wartenberg, odkud se mu podařilo uprchnout do Čech a poté požádal císaře o odškodnění. Vyšetřování pověřeného bavorského kurfiřta Maxmiliána I. však nebylo nikdy uzavřeno a věc zůstala nevyřešena. I přesto se Bedřich Rudolf stat císařským komorníkem a tajným radou.
Také u mnichovského dvora si polepšil a dosáhl hodnosti generálmajora.
Sloužil jako diplomat a tajný posel mezi Albrechtem z Valdštejna a vídeňským dvorem.
V roce 1638 byl účastníkem vojenského tažení generálů Savelliho a Wertha na pomoc Rheinfelden. Po následné bitvě byl kvůli svému chování si silně znepřátelil ostatní císařské důstojníky.
I přes výhrady byl dne 6. března 1639 jmenován členem dvorské válečné rady ve Vídni.
Krátce předtím zemřel jeho tchán Maxmilián z Pappenheimu a odkázal hrabství Stühlingen svému vnukovi, synovi Bedřicha Rudolfa. Ten se však území zmocnil, přestože si na něj činili nároky také i Pappenheimové, Habsburkové i Fürstenberkové z heiligenberské linie. Bedřich Rudolf zdědil také majetky v Čechách (Dačice, Budišov, Nové Veselí, Rosice, Statinu a Markvartice) po své tetě Hippolytě Františce Berkové z Dubé a Lípy (rozené z Fürstenbergu).
Dne 10. listopadu 1642 obdžel velký palatinát a v roce 1651 byl jmenován císařským nejvyšším polním zbrojmistrem.
Když švédská vojska v létě 1648 dobyla pražskou Malou Stranu, byl Bedřich Rudolf zajat švédským generálem Hansem Christophem von Königsmarckem a propuštěn až po zaplacení velkého výkupného. Výkupné museli získat jeho poddaní v údolí řeky Kinzig, kteří byli již značně zatíženi zásobováním císařské posádky v Offenburgu.
Bedřich Rudolf z Fürstenbergu zemřel 26. října 1655 na následky přetrvávajícího černého kašle během pobytu na svém českém panství v Dačicích. Jeho vnitřnosti byly pohřbeny v Dačicích a zbytek těla byl převezen do kapucínského kláštera v Haslachu v údolí řeky Kinzig, který hrabě nechal postavit v letech 1630 až 1632. Tam náhrobek připomíná hraběte.

### Manželství a potomstvo
Bedřich Rudolf z Fürstenbergu byl dvakrát ženatý. Poprvé se oženil v roce 1631. Jeho manželkou byla Marie Maxmiliana z Pappenheimu († 1635), dcera říšského dědičného maršála Maxmiliána z Pappenheimu. V manželství se narodili dva synové:
- Maxmilián František (1634–1681) [6]

- Druhý syn, Jindřich Bedřich, zemřel v den svého narození a při porodu zemřela také matka.

V roce 1636 se Bedřich Rudolf oženil podruhé s Annou Magdalenou Hanavsko-Lichtenberskou, se kterou měl 5 dětí. Z nich se pouze jedna dcera dožila dospělosti:
- František (*/† 1636)
- Ferdinand Anselm (17. července 1637 – 1637)
- Marie Františka (7. srpna 1638 – 24. srpna 1680), 11. července 1655 se provdala za knížete Heřmana Egona z Fürstenberg-Heiligenbergu (5. listopadu 1627 – 10 září 1674)
- Leopold Adam Ludvík (6. května 1642 – 13 srpna 1643)
- Kateřina Alžběta (27. dubna 1643 – 1643)